# Metastrongylus
Metastrongylus (Метастронгилус) је род ваљкастих црва из породице Metastrongylidae. Дужина мужјака износи од 12 до 26 милиметара а женкии 20 до 50 mm. Врсте овога рода паразитирају првенствено у бронхијама дисталних делова плућа свиња. Болест коју узрокују ови паразити се зове метастронгилоза.

## Врсте
- (1845) синоним:
- (Wostokow, 1905)
- (1823)
- (1964)
- (1973)

## Животни циклус
Животни циклус ових паразита је индиректан. Одрасле женке легу јаја у бронхијма свиња. Јаја су димензија 50-65 x 30-40 μm и елиптичног су облика. Након тога свиња искашље та јаја, прогута их и онда путем измета долазе у спољашњу средину. Затим та јаја поједу кишне глисте, а у глистама долази до развића у три ларвалне фазе. Циклус се завршава тако што свиње поједу заражене кишне глисте (најчешће су то свиње у екстензивном узгоју, или дивље свиње). Ларва из сварене глисте се ослобађа и пролази кроз зид танког црева, мигрира преко лимфних чворова и крвних судова у плућа где пролази још кроз две ларвалне фазе. Прва јаја у измету се појављују око 4 недеље послије инфекције свиње.